# 杰西卡·利文斯顿
杰西卡·利文斯顿（英語：Jessica Livingston，1971年—）是美国种子阶段风险投资公司Y Combinator的创始合伙人。她是创始合伙人保罗·格雷厄姆的妻子。

## 生平
利文斯顿在波士顿地区长大。1989年，她从菲利普斯学院毕业，并获得巴克内尔大学的英语学士学位。在创办Y Combinator之前，利文斯顿曾担任亚当斯哈克内斯金融集团的市场副总裁。